# Кустин (Рівненський район)
Ку́стин — село в Україні, у Рівненському районі Рівненської області.Село у складі Олександрійської громади.

## Історія

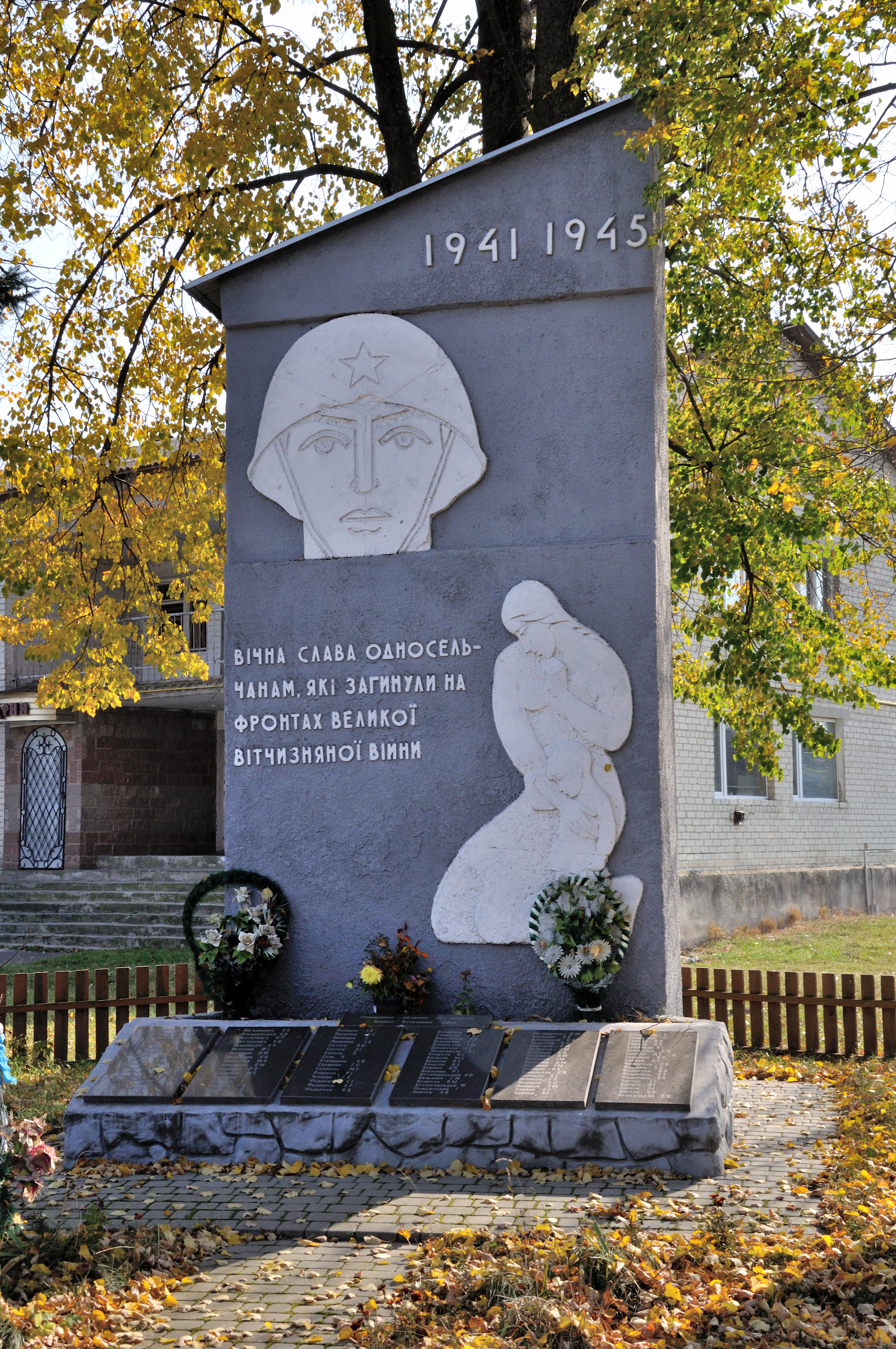
Пам’ятник воїнам- односельчанам і жертвам УБН, с. Кустин,.jpg

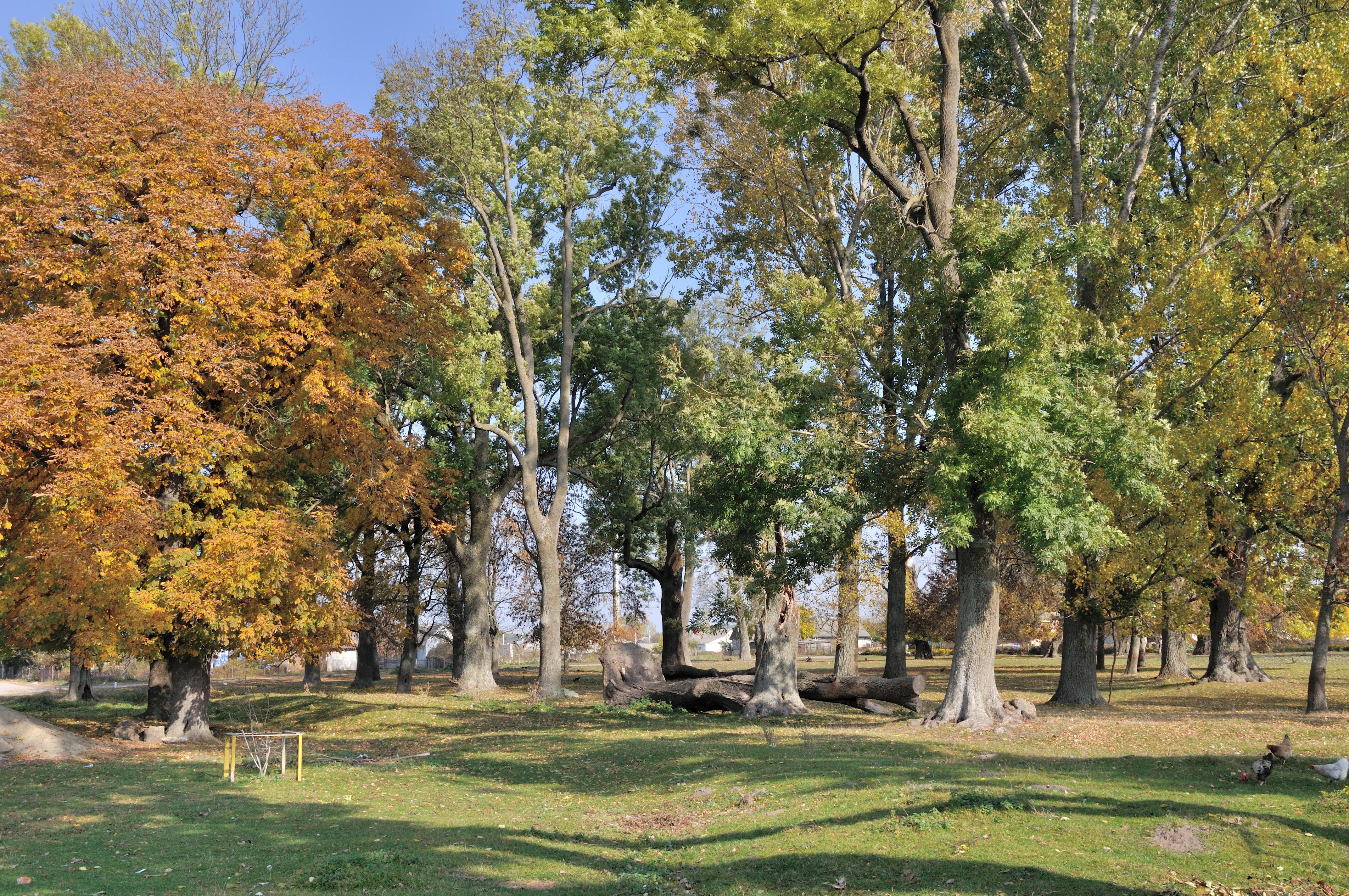
Парк, с.Кустин,.jpg

Кустин належав князям Несвицьким, споріднених зі Збаразькими. Внучка останнього з роду Семена Василевича Несвижеського (Несвизького) була дружиною князя Костянтина Острозького. Тоді село перейшло до згаданого князя, а дружина його прийняла титул княгині Рівненської. Село це фігурує у документах середини 16 століття під назвою Косне. В 1563 році Костин належав Петрові Кірдею-Мильському, зем'янина волинського, від якого походить також волинський рід Олізарів. У рівненському архіві, ще в кінці XIX століття зберігався дільчий документ між Кірдеями і Олізарами, датований 1569 роком: «Наперед почавши від Решехи границі річкою Свиржницею, тою Свиржницею в Горинь йде під Першків. Минаючи міст старе річище з островом усім до іменя Кубинського, а від Горині до Пересутої, а Пересут ділить ґрунт ровенський від Костиня. Від Пересутої йде границя аж до Заборова, а від Заборова болото ділить ґрунт іменя (Земель) Ровенського з Костинем аж до млина заборовського…». Після одруження дочки Замойського[кого?] з Головинським маєтки перейшли у руки Суходольських, Стецьких, Морштинських і інших.
В кінці 19 століття в селі було 123 будинки і 844 жителі, мурована церква 1837 року і друга 1700 року, перероблена з бернардинського костельного будинку.
За переписом 1911 року в Кустині було 760 жителів, фельдшерський пункт, земська випозичальня сільськогосподарських машин, однокласова школа, 1 крамниця, кооператив. До великої земельної власності поміщика Семяновського належало там 900 десятин.

## Населення

### Мова
Розподіл населення за рідною мовою за даними перепису 2001 року:
| Мова       | Кількість | Відсоток |
| ---------- | --------- | -------- |
| українська | 968       | 98.98%   |
| російська  | 7         | 0.72%    |
| білоруська | 3         | 0.30%    |
| Усього     | 978       | 100%     |

## Відомі люди

### Народилися
- Маєвський Анатолій Васильович (1915-1955, «Уліян») — останній провідник ОУН на Волині.
- Кравчук Ярослав Софронович  – відомий український дослідник-геоморфолог, видатний карпатознавець, багаторічний декан географічного факультету, Заслужений професор Львівського національного університету ім.Івана Франка (1984–2002 рр.) та завідувач кафедри геоморфології і палеогеографії, Заслужений працівник освіти України.

### Проживали
Тут жив і працював Блонський Христофор Антонович — український громадський та культурний діяч, поет, композитор, священик.